# أندريا بالديني
أندريا بالديني (بالإيطالية: Andrea Baldini) هو مبارز سيف شيش إيطالي ولد في يوم 19 ديسمبر 1985 في مدينة ليفورنو. أبرز انجازاته هو فوزه بالميدالية الذهبية في دورة الألعاب الأولمبية الصيفية 2012 في لندن في مسابقة الفرق. كما فاز بعشرة ميداليات في بطولة العالم منها أربعة ميداليات ذهبية. وفاز ب13 ميدالية في بطولة أوروبا منها 7 ميداليات ذهبية.